# Hörmanns bei Litschau

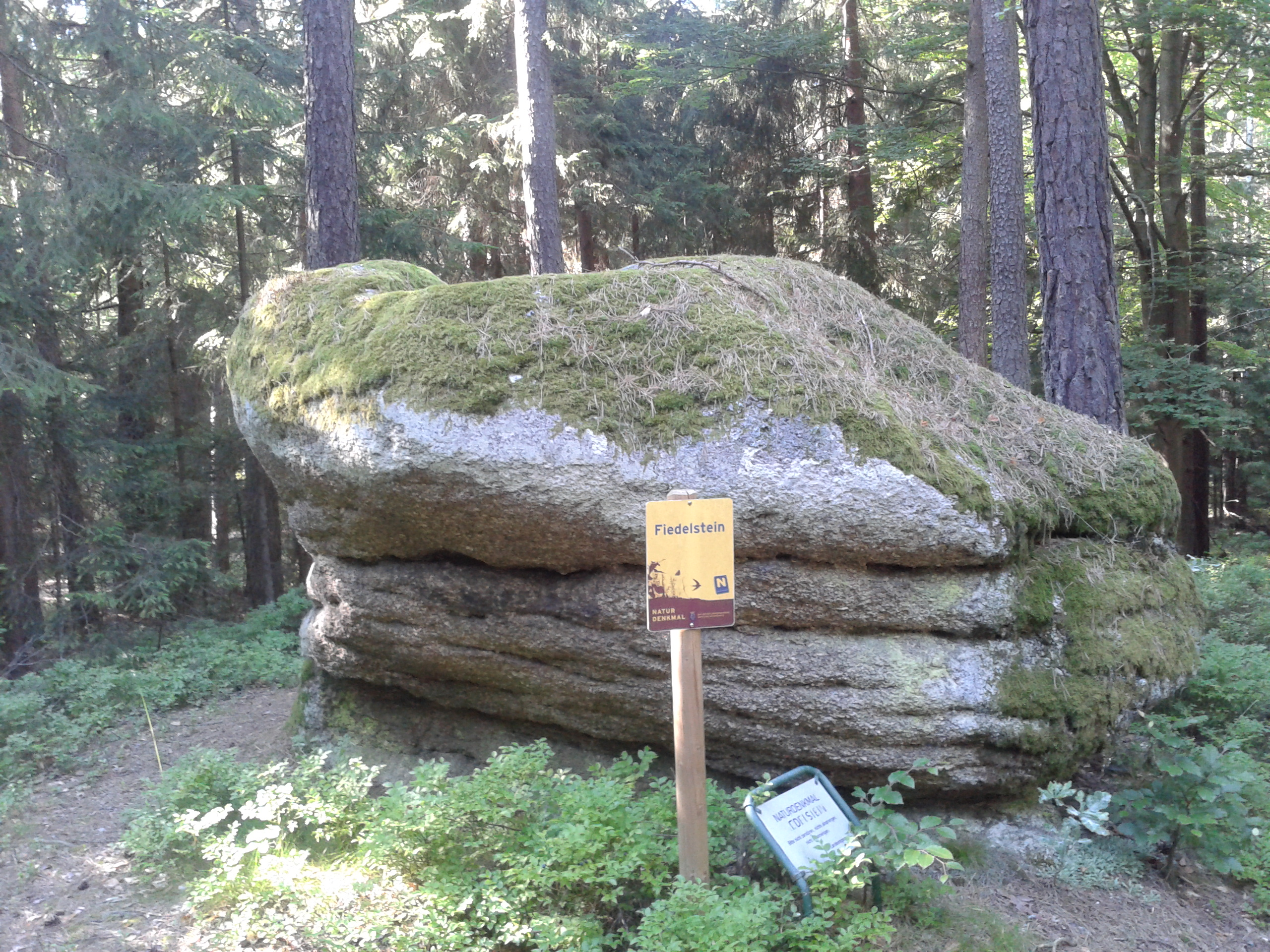
Der sagenumwobene Fiedelstein in Hörmanns

Hörmanns bei Litschau ist eine Ortschaft und unter dem Namen Hörmanns eine Katastralgemeinde der Stadtgemeinde Litschau im Bezirk Gmünd in Niederösterreich mit 85 Einwohnern (Stand 1. Jänner 2025).

## Geografie
Das Dorf befindet sich nördlich von Litschau und schließt an den Herrensee an. Durch den Ort fließt der Kastenitzer Bach. Zur Ortschaft zählen auch ein Teil von Kainraths, ein Teil der Waldhäuser, das Schrammelhaus sowie das Schloss Hörmanns. Am 1. April 2020 umfasste die Ortschaft 75 Adressen.

## Geschichte

### Frühe Neuzeit (17.–18. Jh.)
Hörmanns zählte über viele Jahrhunderte zur Herrschaft Litschau.
Der den Ort durchfließende Kastenitzerbach begünstigte das Mühlenwesen, welches in Hörmanns ab der zweiten Hälfte des 17. Jahrhunderts in den schriftlichen Quellen belegt ist. Den Müllern fiel innerhalb der Gewerbetreibenden des Dorfes eine bedeutende Rolle zu. So lässt sich etwa beobachten, dass Mühlen mitunter über Generationen hinweg in der Hand von ein und derselben Familie blieben, wie etwa im Fall der Hörmannser Hammerschmidt-Mühle. Die über Generationen erfolgte Weitergabe einer Mühle innerhalb der Familie gilt auch für die Hörmannser Gablermühle. Folglich sollte dieser Umstand auch bei der Kartierung der Mühlen im Rahmen der Josephinischen Landesaufnahme berücksichtigt werden, indem beide Gebäude in den Karten nicht nur mittels Mühlrad gekennzeichnet, sondern auch mit den Eigennamen Hamerschmidt und Gabler:M[ühle] versehen wurden.
In der ersten Hälfte des 18. Jahrhunderts befand sich in Hörmanns eine von der Herrschaft Litschau in Pacht vergebene Glashütte. Diese stellte eine Produktionsstätte für Flachglas (Fenster- und Spiegelglas) ersten Ranges dar, welche nicht nur den regionalen Markt der Schlösser und Klöster bauenden Adeligen und Äbte bediente, sondern, weil auch auf Export angelegt, ihre Produkte auch nach Wien und nachweislich bis nach Oberkrain hinein verhandelte. Die zuvor in herrschaftlicher Eigenregie geführte Glashütte wurde spätestens ab 1726 (und bis 1741) von Johann Joseph Kreidl als Pächter übernommen. Unter dessen Ägide arbeiteten, neben einfachen Hilfskräften, in der Hörmannser Werkssiedlung mehrere, aus südböhmischen Glashütten stammende Meister, während andere Mitarbeiter aus Hüttenorten Niederbayerns, der Pfalz und des Waldviertels stammten. Als Großbetrieb war die Glashütte gleichzeitig auch Großabnehmer von Erzeugnissen der herrschaftlichen Eigenbetriebe, wie etwa Bier aus dem Brauhaus und Fleisch von der Fleischbank des Litschauer Herrschaftswirtshauses – von den vielen Tonnen Holz aus den herrschaftlichen Wäldern ganz abgesehen. Die Hütte wurde mit Jahresende 1751 stillgelegt, die Gebäude beseitigt und das Areal ab 1757 mit sechs Hüttlern bestiftet.

### 19. Jahrhundert
Im Jahr 1822 wurde der Ort als Dorf mit 43 Häusern genannt, das nach Litschau eingepfarrt war, wohin auch die Kinder eingeschult wurden. Die Herrschaft Litschau besaß die Ortsobrigkeit, übte die Landgerichtsbarkeit aus, besorgte die Konskription und hatte die Grundherrschaft inne.

### 20. Jahrhundert
Laut Adressbuch von Österreich waren im Jahr 1938 in der Ortsgemeinde Hörmanns zwei Gastwirte, ein Gemischtwarenhändler, zwei Mühlen samt Sägewerk, ein Schmied, eine Schneiderin, ein Schuster, eine Sparkasse, eine Rinderzuchtgenossenschaft und zahlreiche Landwirte ansässig. Infolge der Niederösterreichischen Kommunalstrukturverbesserung trat die damalige Ortsgemeinde Hörmanns bei Litschau per 1. Jänner 1972 der Stadtgemeinde Litschau bei.

## Siedlungsentwicklung
1590/91 zählte Hörmanns 14 untertänige Häuser, im Jahr 1751 21 untertänige Häuser.
Zum Jahreswechsel 1979/1980 befanden sich in der Katastralgemeinde Hörmanns insgesamt 85 Bauflächen mit 43.007 m² und 54 Gärten auf 26.424 m², 1989/1990 waren es 85 Bauflächen. 1999/2000 war die Zahl der Bauflächen auf 266 angewachsen und 2009/2010 waren es 129 Gebäude auf 259 Bauflächen.

## Landwirtschaft
Die Katastralgemeinde ist landwirtschaftlich geprägt. 343 Hektar wurden zum Jahreswechsel 1979/1980 landwirtschaftlich genutzt und 396 Hektar waren forstwirtschaftlich geführte Waldflächen. 1999/2000 wurde auf 292 Hektar Landwirtschaft betrieben und 440 Hektar waren als forstwirtschaftlich genutzte Flächen ausgewiesen. Ende 2018 waren 268 Hektar als landwirtschaftliche Flächen genutzt und Forstwirtschaft wurde auf 455 Hektar betrieben. Die durchschnittliche Bodenklimazahl von Hörmanns beträgt 16,8 (Stand 2010).

## Natur und Freizeit

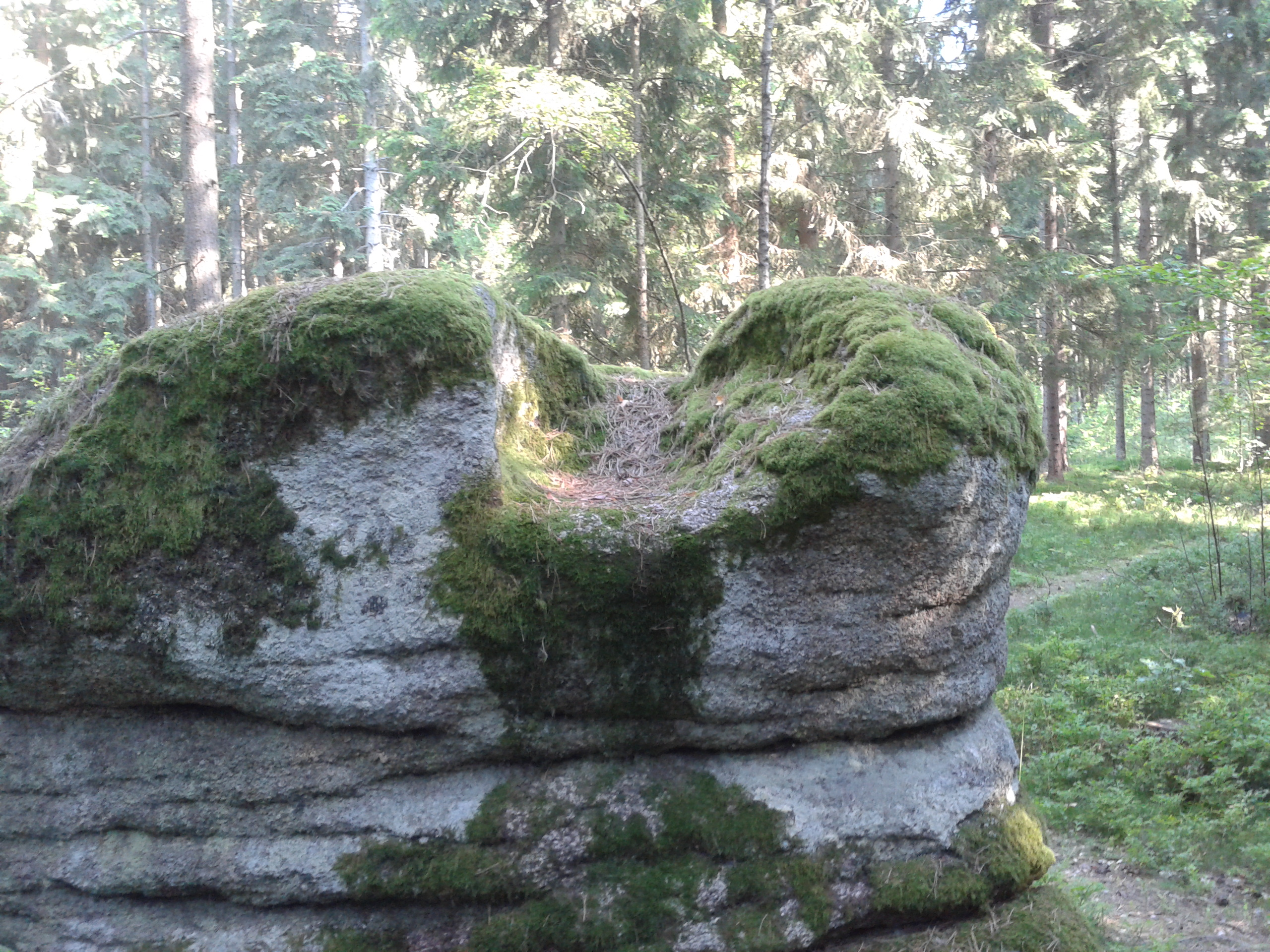
Die andere Seite des Fiedelsteins in Hörmanns. Der Sage nach saß der Teufel einst auf diesem Stein und lockte die Ahnungslosen mit dem Spiel seiner Fiedel an. Dort, wo er saß, brannte sich sein Abdruck in den Stein.

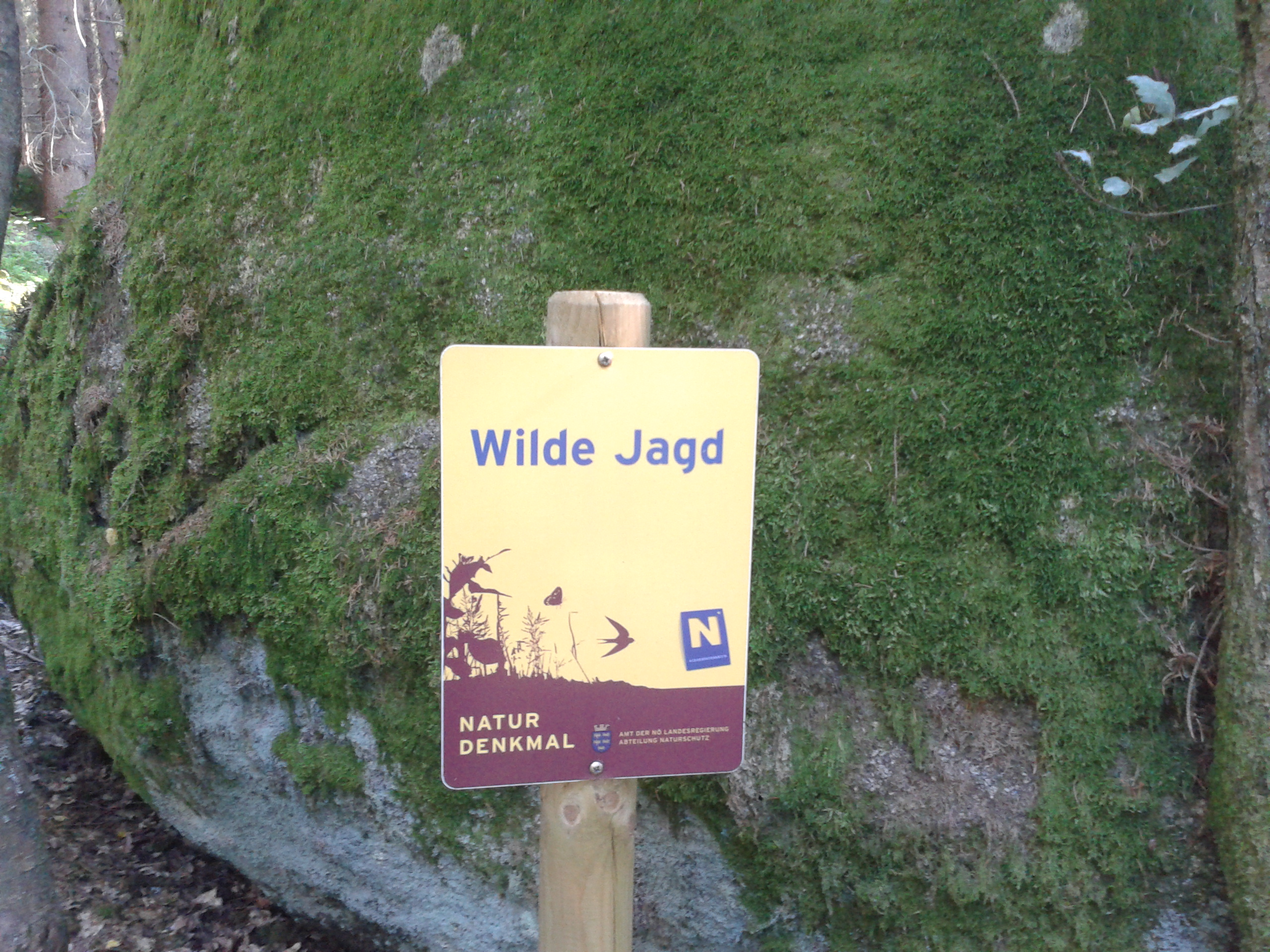
Die Wilde Jagd in Hörmanns

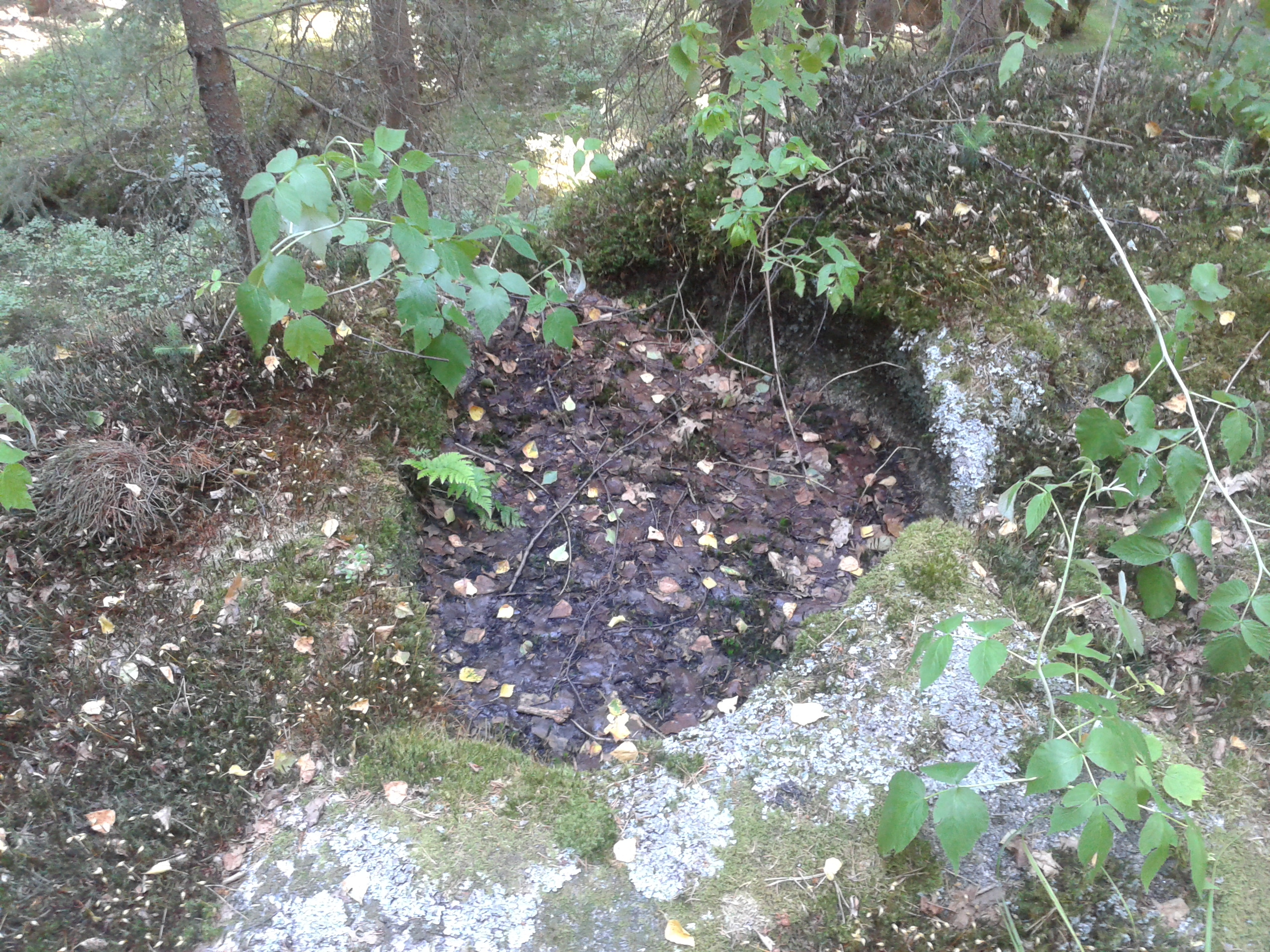
Schalen-Vertiefung im Mittelstein der Wilden Jagd in Hörmanns

- Wanderweg Nr. 13 Fiedelstein, Kainraths, Hörmanns
- Naturdenkmäler Fiedelstein und Wilde Jagd

## Persönlichkeiten
- Kaspar Schrammel (1811–1895), Musiker und Komponist, stammt aus dem Ort

## Wissenswertes
Über das Leben in Hörmanns in der Zeit nach dem Zweiten Weltkrieg verfasste Adolf Katzenbeisser ein Buch, in welchem er seine Kindheitserinnerungen festgehalten hat. Unter dem Titel Kleiner Puchermann lauf heim. Kindheit im Waldviertel 1945-1952 erschien dieses im Jahr 1986 als Band 10 der Editionsreihe Damit es nicht verlorengeht des Vereins Dokumentation lebensgeschichtlicher Aufzeichnungen am Institut für Wirtschafts- und Sozialgeschichte der Universität Wien, in einer Buchreihe, welche 1983 vom dortigen Professor Michael Mitterauer begründet wurde (aktuell 68 Bände).